# Dugway Proving Ground
Dugway Proving Ground (DPG) er en testfacilitet for afprøvning af biologiske- og kemiske våben, beliggende ca. 140 km sydvest for Salt Lake City, Utah, USA.
Det omfattende test område blev oprettet i 1942, i den store ørken Great Salt Lake Desert på et 3.243,576 km² stort areal, som er kontrolleret af den amerikanske hær.
Formålet med testfaciliterne var og er afprøvning af biologiske våben og kemiske forsvarsystemer.
Området bliver også brugt som træningsområde for den amerikanske hærs specialstyrker og nationalgarden.